# Fidel kolanowa
Fidele kolanowe – instrumenty należące do grupy chordofonów smyczkowych. Trzymane są w pozycji pionowej podczas gry. W pozycji kolanowej ręka smyczkująca znajduje się z lewej strony pudła, a grzbiet łuku, po jakim porusza się smyczek, kieruje się ku dolnej części instrumentu. Według uwag niemieckiego teoretyka, Martina Agricoli, zamieszczonych w traktacie Musica instrumentalis deudsch (1545), pozycja kolanowa instrumentu w czasie gry na polskich skrzypcach (niem. Polische Geigen) była w Polsce szeroko rozpowszechniona w XVI wieku. Fidele kolanowe są bogato reprezentowane przez kultury muzyczne południowo-wschodniej Europy oraz Azji.

## Technika gry
Wydobycie różnych wysokości dźwięków, a co za tym idzie granie melodii, wiąże się z techniką lewej ręki – techniką skracania strun.
Istnieją dwie podstawowe techniki skracania strun – technika przyciskowa oraz technika paznokciowa. Ze względu na zastosowaną technikę można wyróżnić następujący podział fideli kolanowych:
- posługujące się techniką przyciskową, np. wiolonczela, kamancze, er-hu, kontrabas
- posługujące się techniką paznokciową, np. sarangi, fidel płocka, suka biłgorajska, morin chuur
- posługujące się techniką mieszaną (przyciskowo-paznokciową), np. gadułka oraz wybrane liry bałkańskie

## Zastosowanie
Najbardziej powszechnie używane fidele kolanowe to wiolonczela i kontrabas, jednak historycznie instrumenty te pochodzą od chordofonów ramieniowych, a nie kolanowych. Rdzennie kolanowymi instrumentami, które nadal są powszechnie wykorzystywane, są m.in. sarangi, używane przez klasycznych muzyków indyjskich, morin-huur używany przez mongolskie zespoły muzyczne czy też er-hu, wykorzystywany przez wiele chińskich orkiestr.
W roku akademickim 2010/2011 Akademia Muzyczna w Krakowie uruchomiła w ramach Wydziału Instrumentalistyki kierunek Fidel kolanowa, będąc pierwszą uczelnią w Polsce nauczającą gry na instrumentach posługujących się techniką paznokciową lub mieszaną.
Polskimi historycznymi fidelami kolanowymi posługują się różne zespoły folkowe w Polsce, m.in. Zespół Polski, Village Kolektiv czy Kapela ze Wsi Warszawa.